# Moaña
Moaña – gmina w Hiszpanii, w prowincji Pontevedra, w Galicji, o powierzchni 35,06 km². W 2011 roku gmina liczyła 19 291 mieszkańców.